# غولد كوست يونايتد
غولد كوست يونايتد (بالإنجليزية: Gold Coast United FC)‏ كان نادي كرة قدم أسترالي تأسس في سنة 2008 عن طريق رجل الأعمال الأسترالي كليف بامر نافس في الدوري الأسترالي لكرة القدم واحتل مراكز متقدمة فيها، إلا أنه تم حل النادي في سنة 2012 نتيجة لخسائر كليف بامر المالية.